# Filippo Pennavaria
Filippo Pasquale Giovanni Pennavaria (Ragusa, 6 agosto 1891 – Roma, 7 marzo 1980) è stato un politico e banchiere italiano.

## Biografia

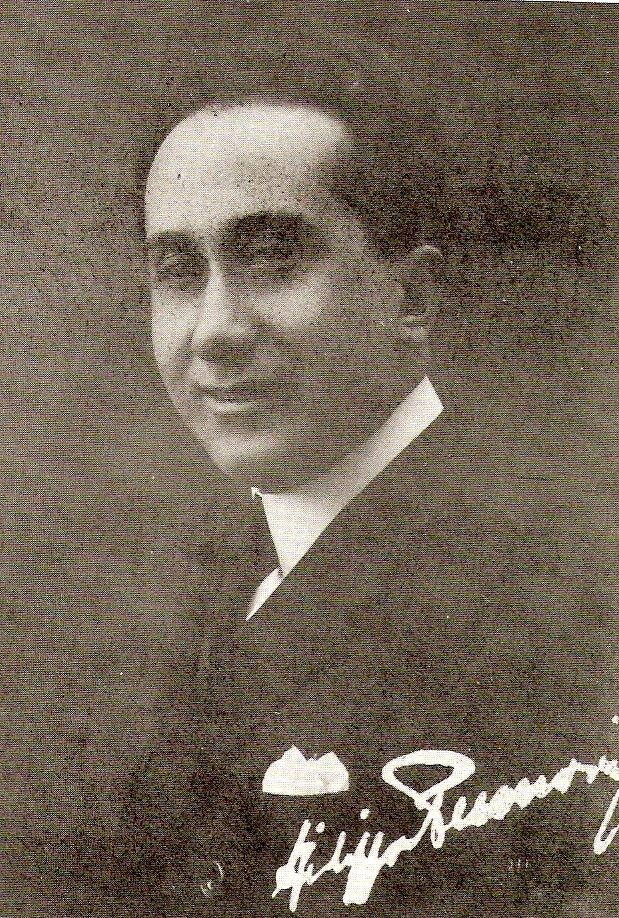
Ritratto formale firmato, anni 1920

Pennavaria nacque da Michele Pennavaria (1856-?) e Giovanna Schembari (1856-?), una nobile famiglia di intellettuali, possidenti terrieri e di banchieri. Compì gli studi universitari a Roma, laureandosi in giurisprudenza alla Sapienza. Partecipò poi alla prima guerra mondiale, quindi tornò a Ragusa nel 1919, dove assunse la direzione della Banca Agricola Popolare di Ragusa, succedendo nell'incarico al padre.
Di idee nazionaliste, organizzò e divenne capo di forze politiche che si ispiravano agli ideali del futuro Partito nazionale fascista, con cui poi fu eletto nel 1921 deputato alla Camera.
Il 24 novembre 1919 fondò a Ragusa la sezione dell'Associazione nazionale combattenti e reduci la quale, forte di un migliaio di tesserati, divenne un centro di forza pronto all'azione, per mettere in pratica l'ordine di Mussolini di "imporre le idee fasciste nei cervelli dei refrattari toccando i crani a suon di manganellate". Fonti storiche concordanti attribuiscono a Pennavaria la responsabilità di sanguinose azioni come quella condotta il 9 aprile 1921 in piazza San Giovanni a Ragusa, dove furono uccisi 4 braccianti e ferite oltre 60 persone, colpevoli di sostare pacificamente dinanzi alla Camera del lavoro insieme al deputato socialista Vincenzo Vacirca. A Pennavaria, definito "l'apostolo violento del credo fascista in tutta la provincia di Siracusa in quegli anni", viene anche attribuita la responsabilità degli incendi che devastarono le leghe rosse la sera del 4 settembre 1922, così come degli atti di guerriglia contro operai e contadini che si opponevano all'espansione della violenza nera e delle tante incursioni squadristiche che seminarono il terrore. Per questi "meriti" acquisiti sul campo, Pennavaria divenne "seniore della milizia" e fiduciario del PNF per la Sicilia orientale.
Riconfermato nel 1924 nel Listone fascista per la Sicilia, era avviato verso una promettente carriera nei ministeri. Nel 1926 fu chiamato a far parte del Governo Mussolini come sottosegretario per le Poste e telegrafi e, in seguito, per le ferrovie, fino al 1932. Forte di questo incarico, riuscì ad ottenere, sempre nel 1926, che venisse creata la provincia di Ragusa, nonché a rendere Ragusa sede autonoma di vescovado. Riconfermato deputato nel 1929 e nel 1934, nel 1939 divenne consigliere nazionale della Camera dei Fasci e delle Corporazioni, carica ricoperta fino al 5 agosto 1943.
Nel 1926 sposò, a Roma, Iolanda Rosalia Medici. Finita la guerra, visse per un certo periodo, insieme alla sua famiglia, a San Paolo, in Brasile.
Nel dopoguerra, ritornato in Italia, riprese la cattedra di diritto costituzionale all'Università di Roma. Aderì al Partito Nazionale Monarchico, venendo eletto al Senato della Repubblica con il Partito Monarchico Popolare nel 1958 nel collegio di Ragusa. Si ripresentò con il PLI nelle elezioni successive per il Senato (1963 e 1968), senza però essere rieletto.

## Alcune pubblicazioni
- Il regime fascista e le sue basi rappresentative. Saggio sulla rappresentanza nello stato fascista, II edizione, Firenze, Vallecchi Editore, 1936.
- Ruggiero Settimo, Firenze, Vallecchi Editore, 1940.
- Fonti di energia e prospettive economiche, Roma, Tipografia del Senato della Repubblica, 1958.
- Economia e politica agraria, Roma, Eredi Dott. G. Bardi, 1962.